# Iso Hankajärvi
Iso Hankajärvi är en sjö i kommunen Padasjoki i landskapet Päijänne-Tavastland i Finland. Arean är 40 hektar och strandlinjen är 4,96 kilometer lång. Sjön  ingår i Kumo älvs huvudavrinningsområde.   Den ligger omkring 47 km nordväst om Lahtis och omkring 130 km norr om Helsingfors. 